# مومنس (ایلینوی)
مومنس، ایلینوی (به انگلیسی: Momence, Illinois) یک شهر در ایالات متحده آمریکا با جمعیت ۳٬۰۶۳ نفر است که در ایلی‌نوی واقع شده‌است.